# Dublanc FC
El Dublanc FC es un equipo de fútbol de Dominica que juega en el Campeonato de fútbol de Dominica, primera división de fútbol en el país.

## Historia
Fue fundado en el año 2000 en la ciudad de Dublanc con el nombre Dublanc Strickers, aunque sus partidos de local los juega en la capital Roseau. 
En la temporada 2005 gana su primer título de liga bajo el nombre RC Grand Bazaar Dublanc por motivos comerciales, nombre que tuvo hasta la temporada 2009/10 al terminar el contrato de patrocinio y regresó a llamarse Dublanc Strickers.
En el año 2011 cambió su nombre por el que tiene actualmente, y en la temporada 2015/16 gana su segundo título de liga ganado 12 de sus 14 partidos de temporada.

## Palmarés
- Campeonato de fútbol de Dominica: 5

2005, 2015/16, 2016/17, 2023, 2024